# Jack (periodico)
Jack è stato un mensile italo-tedesco pubblicato dal 2000 al 2012 per un totale di circa 150 uscite mensili. Il prodotto editoriale nacque dalla joint venture del principale editore tedesco, Gruner + Jahr, e l'italiana Arnoldo Mondadori Editore, che all'epoca pubblicava in Italia anche Focus e GEO Italia.
Il primo numero uscì nell'ottobre 2000. Con una media di 146 000 copie vendute al mese e 432.000 lettori certificati dall'ADS (anno 2005), fu la più diffusa rivista italiana di tecnologia. L'ultimo numero (151/152) è uscito in edicola nel gennaio 2012

## Contenuto
Jack si propose come una guida per orientarsi fra le offerte del mercato dell'alta tecnologia, e in quello più vasto dei consumi e del tempo libero. Ogni mese la redazione effettuava test su computer, dispositivi mobili, cellulari, gadgets elettronici e apparecchi audio&video. Vi furono poi sezioni dedicate al cinema, alla musica, ai videogames, allo stile, ai motori, al tempo libero e ai viaggi. Internet fu spesso al centro dell'inchiesta della sezione "Primo Piano".
Le ultime pagine del giornale erano riservate al "listino" dell'hi-tech: i prezzi ufficiali di cellulari, fotocamere, videocamere e pc portatili, affiancati da quelli "migliori" sul mercato, frutto delle ricerche della redazione nei negozi della grande distribuzione e in Internet.

## La redazione
Direttore di Jack dalla sua fondazione è stato il giornalista Jacopo Loredan, principale ideatore della testata. La redazione era allora composta da Marta Dore (Caporedattore), Guido Da Rozze (Caporedattore Tecnologia), Valentina Quattrocchi, Emanuele Colombo, Sabrina Patanè (Photo Editor), Maria Pia Eccher (Caporedattore Grafico), Francesca Patuzzi (Grafico), Manuela Guerra (Segreteria di Redazione).